# Fiat 130 HP
Fiat 130 HP byl závodní vůz kategorie Grand Prix vyrobený společností Fiat v roce 1907 podle návrhu Giovanniho Enrica. Fiat 130 HP byl vyroben výhradně pro automobilové závody Grand Prix.  Fiat 130 HP F-2 z roku 1907 je svědectvím slavného roku pro italské barvy a pro jeho prvního jezdce Felice Nazzara.

## Vznik a vývoj
Před rokem 1906 dosahovala automobilka Fiat (Fabbrica Italiana Automobili Torino) na závodních okruzích sporadických úspěchů. Používala totiž méně výkonná auta, nejúspěšnějším z těchto modelů byla Corsa 28/40HP, která disponovala výkonem maximálně 40 koní. O něco úspěšnější konstrukcí byl Fiat 60 HP o výkonu 60 koní.  Ve srovnání s Francouzi, kteří v té době dominovali okruhům s Renaultem AK 90CV, který měl motor o výkonu 90 koní, italský výrobce postrádal výkonnější motor. V roce 1907 byla představena nová formule, podle které se řídily závody Grand Prix, což umožnilo soutěžit vozy s většími a těžšími motory. 
Pro 1907 a závody Grand Prix byly stanoveny nové předpisy. Spotřeba paliva byla omezena na 30 litrů na 100 km a pro každé auto bylo vydáno 231 litrů benzínu. Hmotnostní limit a objem válců přestaly platit. Znovu se zavedly národní barvy používané dříve v závodech Gordon Bennett Cup. Italská auta musela být nyní červená, pro USA se změnilo zbarvení z červené na červenobílou, Angličané dostali zelenou, Francouzi modrou, Němčina bílou, Belgičané žlutou, Švýcaři dostali přidělenu červenou a žlutou a Rakousko–Uhersko černou se žlutou.
Každá továrna měla právo přihlásit do závodu tři vozy. Předpisy neumožňovaly výměnu kola. Předloni představené odnímatelné ráfky kol se nyní používaly na všech vozech vybavených dřevěnými loukoťovými koly. Pouze Darracq používal drátěná kola.
Fiat se rozhodl vyvinout nový závodní vůz navržený podle nových standardů a vybavený motorem, který by mohl generovat 130 koní.

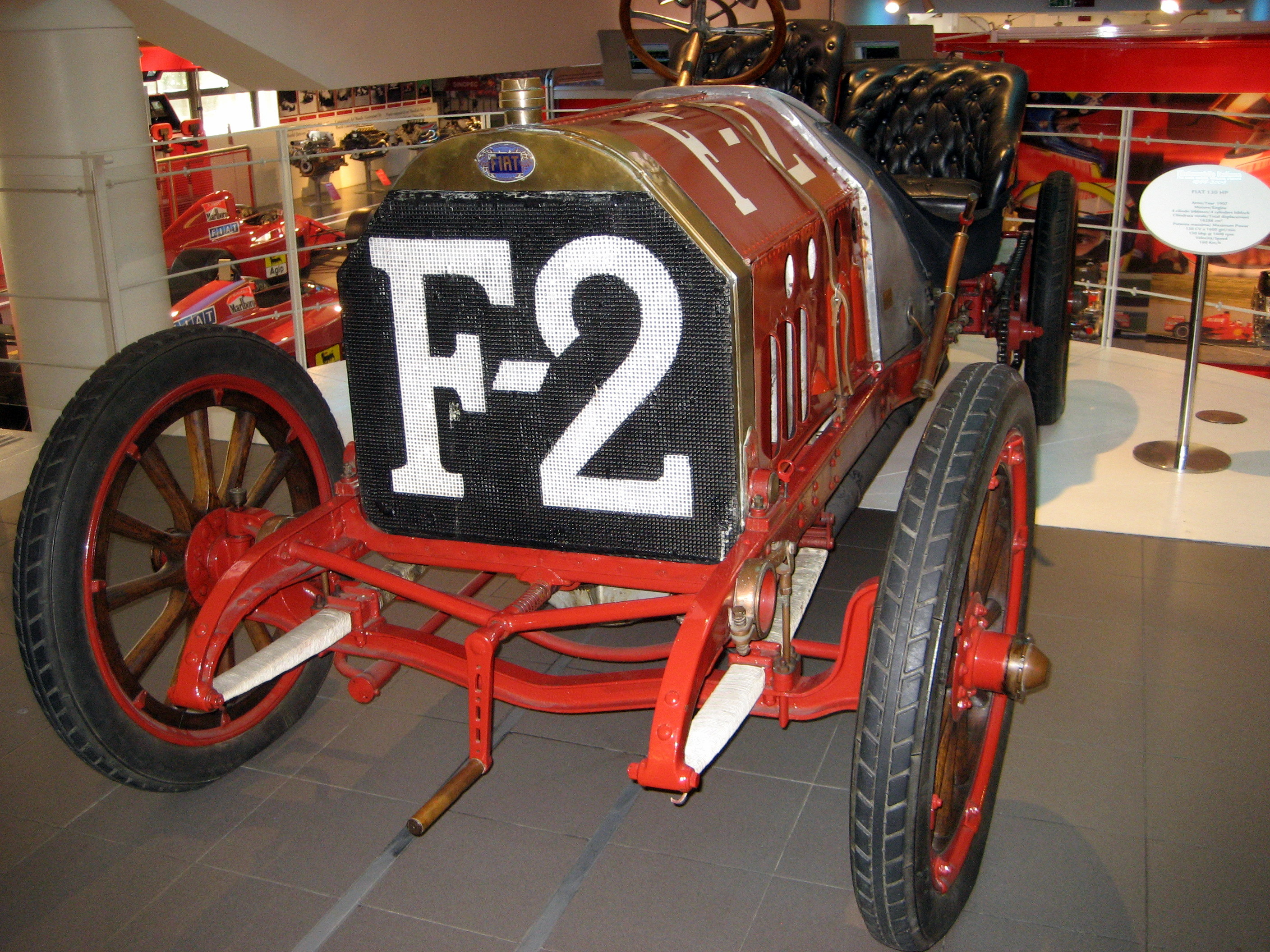
Fiat 130 HP

## Popis vozu (technické údaje)
Projekt byl svěřen Johnu Henrymu jako projektovému manažerovi, který předtím pracoval v roce 1905 jako spolu designér na dřívějším závodním voze 100/110 HP. Typ Fiat 130 HP byl navržen konstruktérem Giovannim Enricem a pod dohledem Carla Cavalliho ve spolupráci s technickým ředitelem Guido Fornacou.
Nový design se vyznačoval oboustranným řetězovým pohonem a vpředu umístěným čtyřválcovým řadovým motorem s rozvodem OHV o objemu 16 286 kubických centimetrů (16,3 l). Nový motor vynikl na svou dobu několika inovacemi, mimo jiné nadčtvercovým poměrem vrtání ku zdvihu (vrtání větší než zdvih, 180 mm x 160 mm), s časováním horních ventilů V 90°, polokulovými spalovacími komorami a centrálně umístěnými zapalovacími svíčkami. Zapalování pro 130 HP obstarávalo magneto Simms-Bosch, zatímco výkon byl řízen jedním karburátorem. Vůz měl k dispozici čtyři rychlostní stupně plus zpátečku prostřednictvím řetězové převodovky. K zastavení vozu měl nožní brzdu na diferenciálu a ruční brzdu na zadních kolech. Charakteristický pro vůz byl velký hranatý chladič, podélná listová péra a válcovitá palivová nádrž napříč za posádkou. I přes hmotnost více než 1000 kg (každý píst měl hmotnost 4,5 kg) byla kola loukoťová, dřevěná. Vůz dokázal dosáhnout rychlosti 160 km/h, přičemž některé zdroje uvádějí maximální rychlost až 200 km/h.

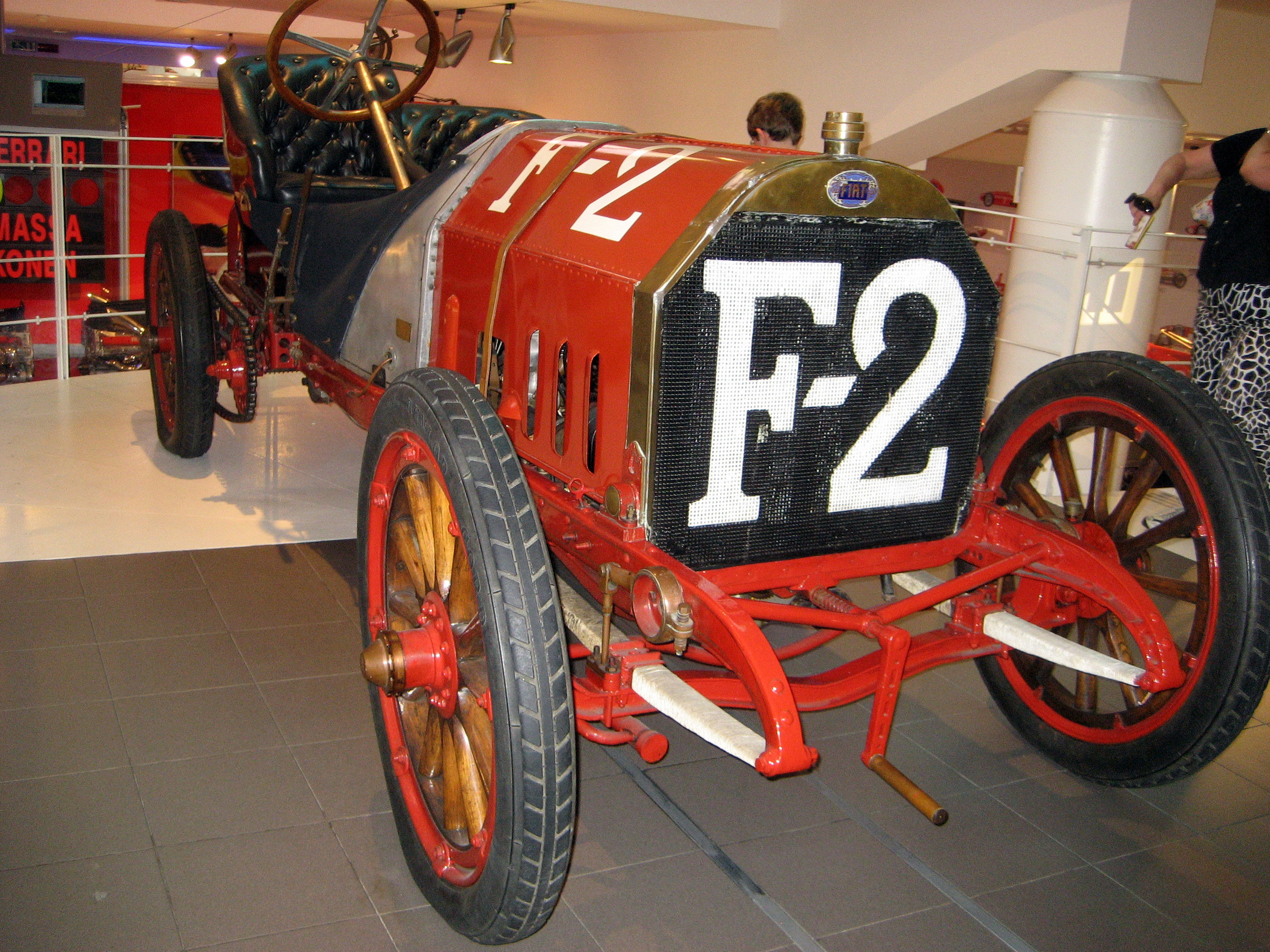
Fiat 130 HP, Galleria Ferrari Maranello (2009)

## Výsledky závodů
V roce 1907 se uskutečnilo 13 závodů typu Grand Prix včetně tzv. sprintů a závodů do vrchu. Pilot Felice Nazzaro vyhrál všechny tři nejprestižnější evropské silniční závody. Nejprve vyhrál legendární Targa Florio na Sicílii; poté se vydal Kaiserpries, klikatou 73 mil dlouhou horskou trať v pohoří Taunus v Německu a nakonec slavně zvítězil ve Velké ceně Francie v Dieppe, kde Fiat na domácí půdě senzačně porazil dosud dominantní Francouze (Renault, Brasier, Lorraine-Dietrich, Darracq a Panhard-Levassor). Další vozy Fiat 130 HP řízené Vincenzem Lanciou a Louisem Wagnerem Nazzarovi velmi dobře sekundovaly.
Na první velký závod sezóny 1907, na Targa Florio v Madonii, vyslal Fiat tři vozy. Vozy si 22. dubna vedly dobře. Vyhrál Felice Nazzaro (ještě na Fiat 28/40 HP) následovaný Vincenzem Lanciou, který skončil na druhém místě. Němec Aldo Weilschott dojel na 7. místě. Kaiserpreis (Císařova cena, Císařský pohár) byl závod konaný 13. a 14. června 1907 a byl pojmenován podle pruského císaře Viléma II. Celkem bylo 92 přihlášených vozů. Start byl stanoven na poněkud nepohodlnou dobu - na čtvrtou hodinu ráno. Fiat se zúčastnil se 3 novými vozy Fiat 130 HP. Vylučovací rozjížďky se jely na 2 kola (okruh dlouhý 114 km), finále se jelo na 4 kola. Do závěřečné jízdy postupovalo po 20 vozech z každe kvalifikace. Z 39 startujících dojelo do cíle 21 posádek a jako první dojel Felice Nazzaro (vyhrál 2. rozjížďku a finální závod). Další dva vozy, které Fiat svěřil Vicenzu Lanciovi (vyhrál 1. rozjížďku) a Louisi Wagnerovi, skončily páté a šesté. Pohár vítězi předával na slavnostním ceremoniálu sám císař Vilém, který ovšem doufal ve vítězství německého jezdce na německém stroji.
Tým Fiatu (Nazzaro, Wagner a Lancia) byl s vozy Fiat 130 HP nasazen 2. července na Velkou cenu Francie 1907, která se konala v Dieppe (Circuit de la Seine-Inférieure). Během prvních 3 kol si Wagner (st. č. F-3) držel vedení, ale kvůli chybě (sjetí do příkopu) musel ze závodu ve 4. kole odstoupit. Lancia (st. č. F-1) se krátce ujal vedení, ale kvůli problémům s motorem v posledním 9. kole také odstoupil (porucha spojky). Závod na 10 kol s celkovou délkou 769,88 km nakonec vyhrál Nazzaro (st. č. F-2) v čase 6:46:33,0 h v průměrné rychlosti 113,637 km/h. Nejrychlejší kolo zajel Felice Nazzaro (FIAT) v 9. kole za 38:24,0 min = 120,293 km/h. Do cíle dojelo 17 vozů z 38 startujících vozů.
V roce 1908 (7. července) se Fiatům 130 HP ve Francii (XI. Grand Prix de l´A.C.F.) nedařilo. Vincenzo Lancia odpadl už v 1. kole a ve 3. kole ho následovali Louis Wagner i Felice Nazzaro. Na 4. ročníku Coppa Florio, který konal 6. září u Bologne, zvítězil Felice Nazzaro a Vincenzo Lancia skončil na 5. místě. Louis Wagner odpadl ve 4. kole z 10. Závod měřil 528,2 km. Nejrychlejší kolo zajel Lancia v 2. kole časem 23:54 min průměrnou rychlostí 132,67 km/h. Závěrem roku se Fiaty 130 HP zúčastnily 26. listopadu závodu 1. Grand Prize Race of the Automobile Club of America (Závod o velkou cenu Automobilového klubu Ameriky) na okruhu v Savannah (16 kol/647,1 km). Vítěznou trofej získal Louis Wagner (čas 6:10:31,4 h v průměrné rychlosti 65,1 km/h) a Felice Nazzaro skončil na 3. místě o 8 minut později. Třetí vůz řídil Američan Raffaele "Ralph" DePalma, ten dojel na 9. místě. DePalma ale zajel nejrychlejší kolo závodu časem 21:36,0 min, čímž dosáhl průměrné rychlosti 112,3 km/h.

## Galerie

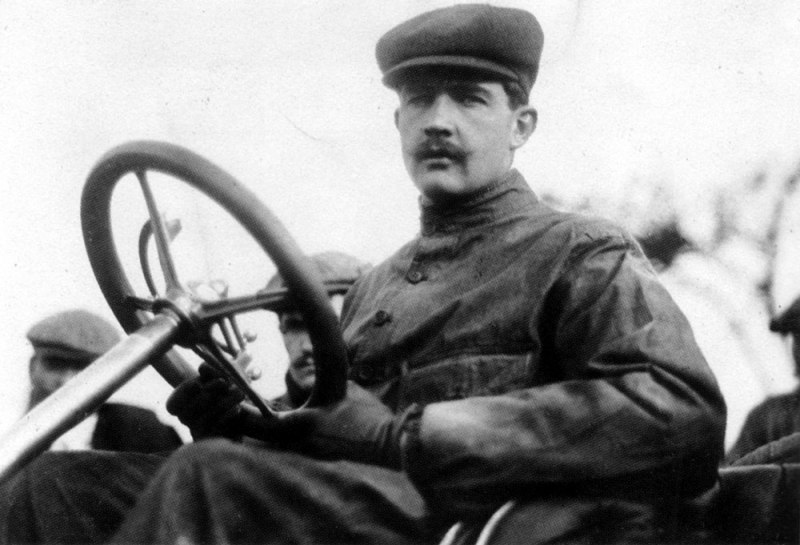
Felice Nazzaro (1907)
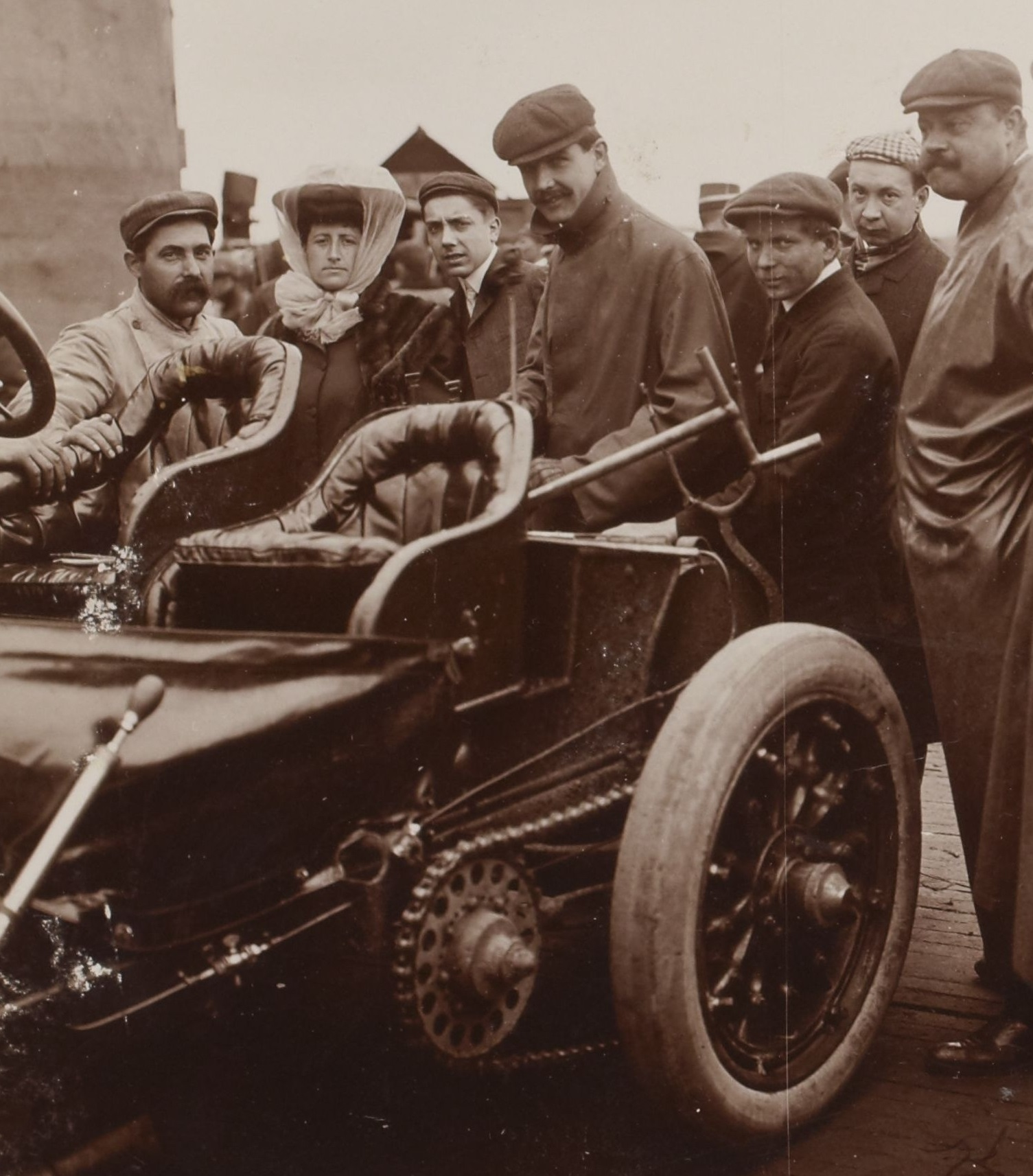
Felice Nazzaro, vítěz Grand Prix de l'A.C.F. 1907 na voze Fiat 130 HP Corsa
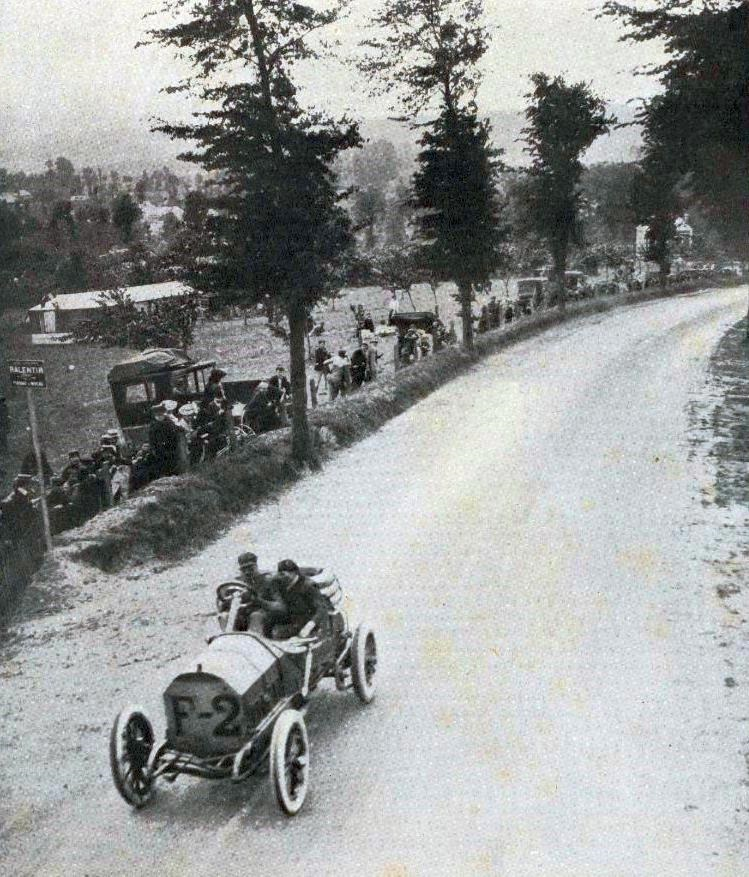
Grand Prix de l'A.C.F. 1907, Felice Nazzaro ve sjezdu Londinières
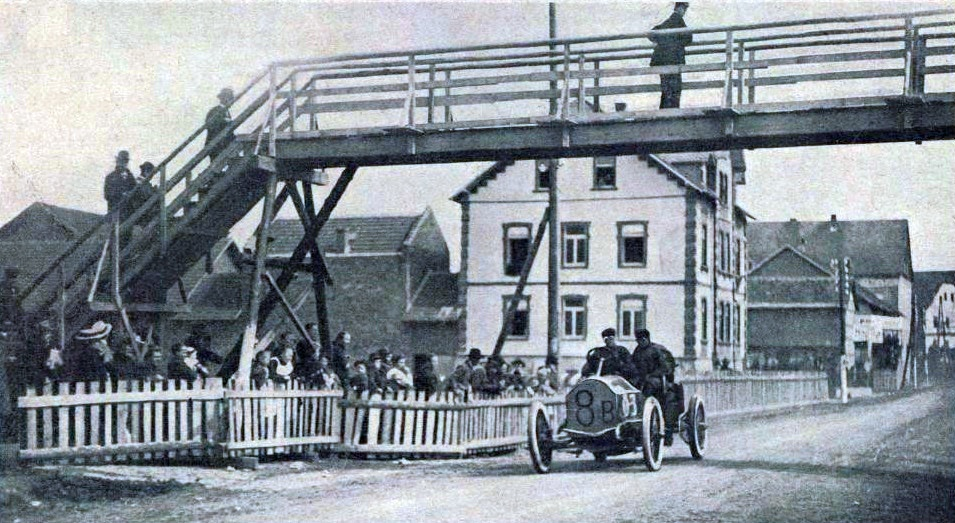
Felice Nazzaro, vítěz Coupe de l'Empereur (Císařský pohár, Kaiserpreis) v roce 1907
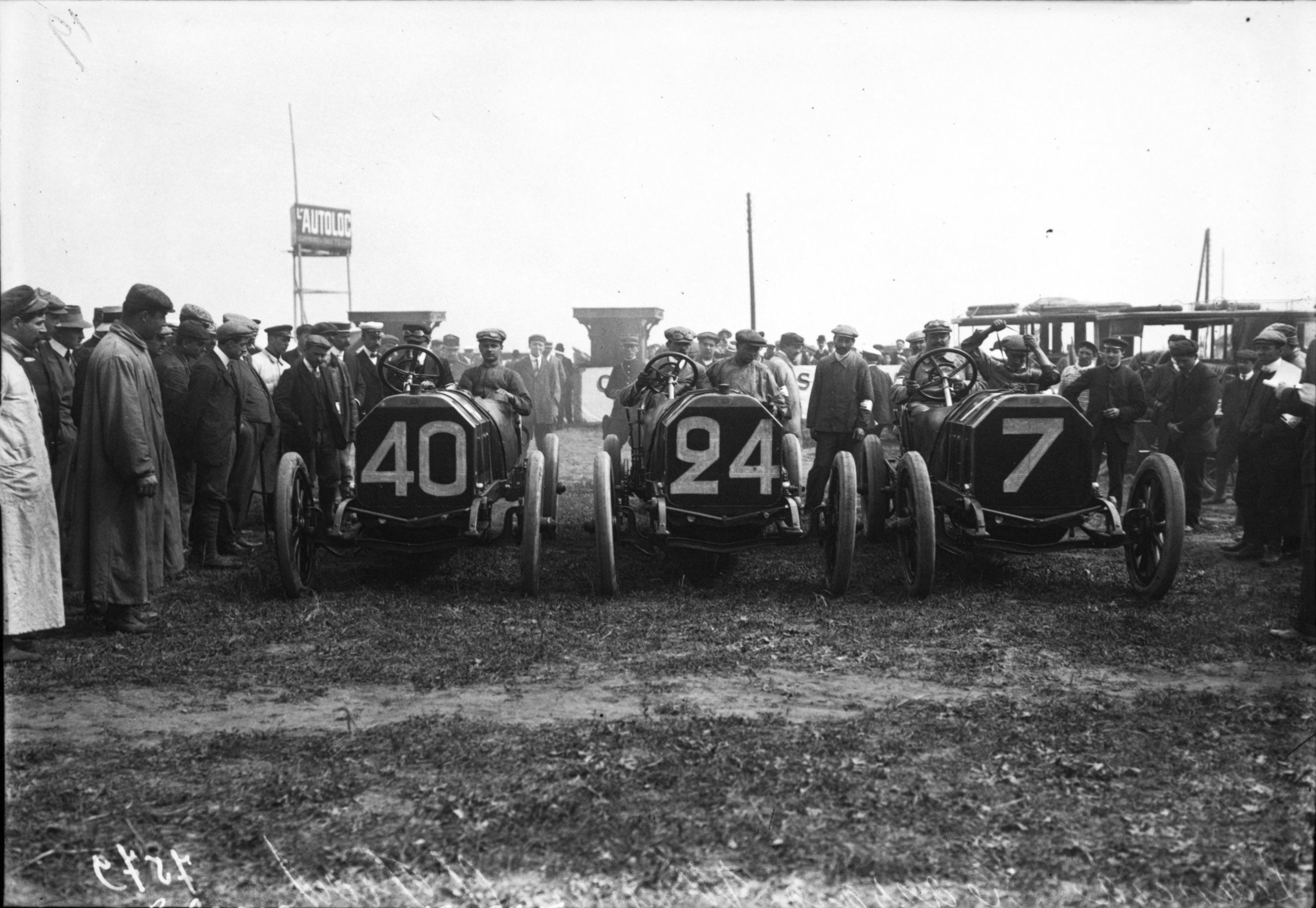
Wagner, Nazzaro a Lancia (Fiat 130 HP) před Grand Prix Francie v Dieppe (1908)
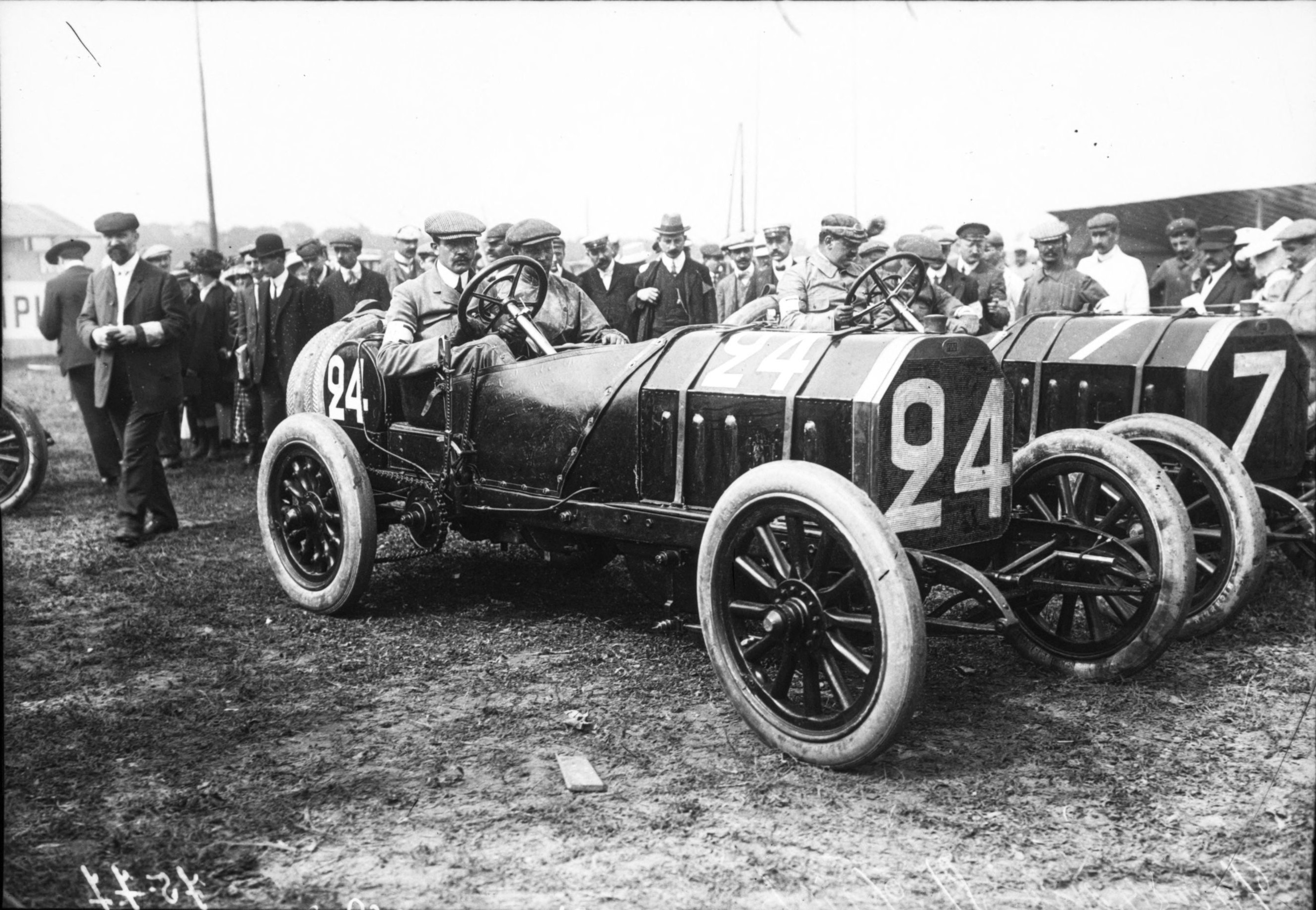
Felice Nazzaro před Grand Prix Francie v Dieppe (1908)
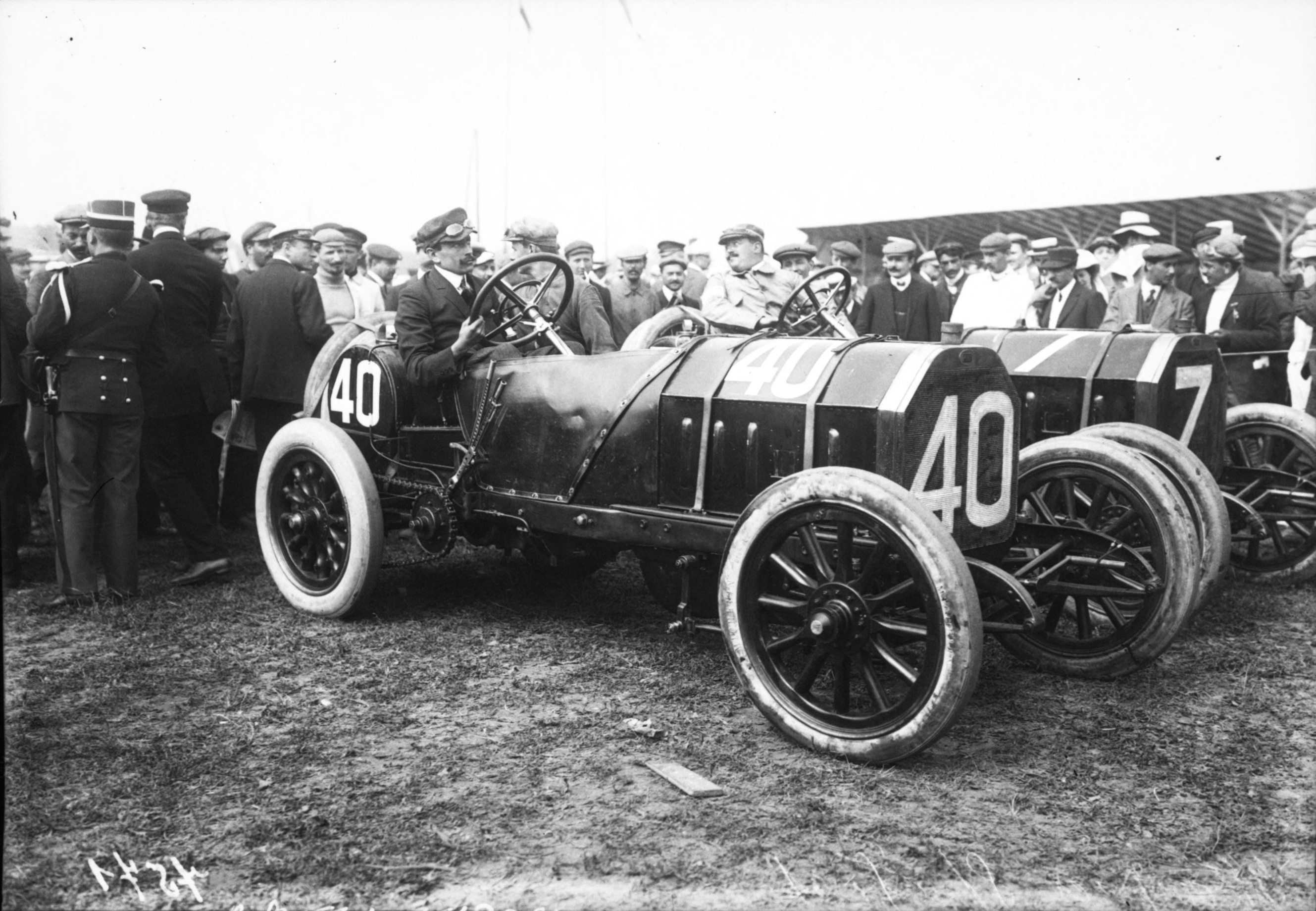
Louis Wagner před Grand Prix Francie v Dieppe (1908)
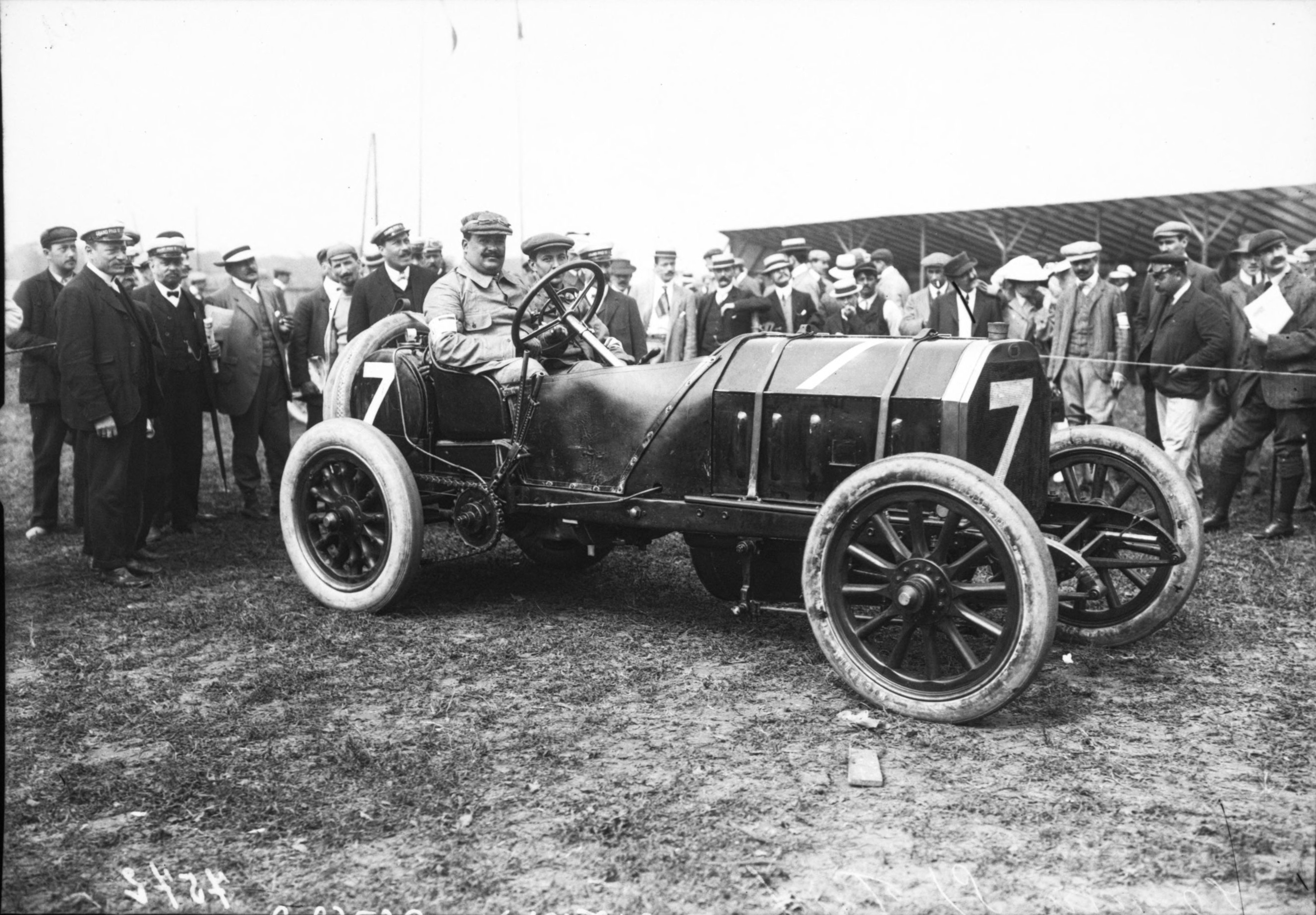
Vincenzo Lancia před Grand Prix Francie v Dieppe (1908)